# Alekseï Gassiline
Alekseï Gassiline est un footballeur russe né le 1er mars 1996 à Saint-Pétersbourg. Il évolue au poste d'attaquant.

## Palmarès
- Vainqueur du Championnat d'Europe de football des moins de 17 ans 2013